# مینوی کوهی ابر سفید
مینوی کوهی ابر سفید (نام علمی: Tanichthys albonubes) یا دانیو ابر سفید، گونه ای مقاوم از خانواده دانیوها، ماهی‌های آب شیرین و ماهی‌های سرد آبی است که اغلب در آکواریوم نگهداری می‌شوند. این گونه عضوی از خانواده کپور (خانواده Cyprinidae) از راسته کپورماهی‌سانان، بومی چین است. مینوی کوهی ابر سفید به دلیل آلودگی و گردشگری عملاً در زیستگاه بومی خود منقرض شده‌است. اعتقاد بر این بود که بیش از ۲۰ سال پیش و در سال ۱۹۸۰ منقرض شده بود، اما ظاهراً جمعیت بومی این ماهی در جزیره هاینان، بسیار دور از زادگاه اصلیش کشف شد. آنها در مزارع پرورش داده می‌شوند و به راحتی از طریق تجارت آکواریوم در دسترس هستند. با این حال، همخونی در مزارع سبب ایجاد ذخایر ضعیف ژنتیکی شده‌است که در برابر بیماری آسیب‌پذیر بوده و مستعد ناهنجاری‌های فیزیکی هستند.
این گونه در کوه ابر سفید (白雲山؛ پین یین Bái Yún Shān) در شهر گوانگ ژو در استان گوانگ‌دونگ در حدود دهه ۱۹۳۰ توسط یک رهبر پیشاهنگی به نام تان کشف شد.، از این رو نام سرده Tanichthys ("ماهی تان") است. نام گونه albonubes از کلمه لاتین alba nubes (ابر سفید) گرفته شده‌است.
این ماهی‌ها در تجارت آکواریوم با نام‌های مختلفی از جمله ابر سفید، ماهی ابر سفید کوهستان، ماهی قنات ابر سفید و غیره به فروش می‌رسند. نام کانتون یا دانیوی چینی (اگرچه عضوی از جنس Danio یا danionin نیست) و ماهی کاردینال نیز دیده می‌شود.

## ویژگی‌ها

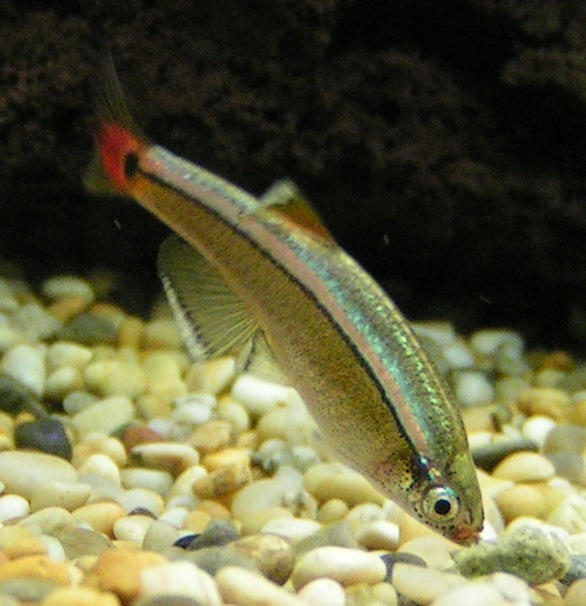
T. albonubes

اندازه این گونه تقریباً به ۴ سانتیمتر می‌رسد و به رنگ سبز نقره‌ای با باله دمی و پشتی قرمز روشن است. انواع مختلفی از طریق اهلی کردن ماهی ایجاد شده‌است، یکی با لبه‌های روشن به باله‌های پشتی و مقعدی و دیگری با لبه‌های قرمز به آن باله‌ها. این گونه را می‌توان با رنگ طلایی و صورتی گلگون که روی تمام باله‌ها قرمز دیده می‌شود نیز یافت، و همه شکل‌های رنگی می‌توانند دارای باله بلند باشند. دودیسی جنسی در این گونه خفیف اما قابل توجه است. جنس نر عموماً رنگ‌های روشن‌تر و بدن باریک‌تری دارد و باله‌های پشتی و مقعدی نر پهن و بادبزنی‌شکل هستند، در حالی که باله‌های نر مثلثی و گوه‌ای شکل هستند. ماده‌ها نیز شکمی سفیدتر و گسترده دارند.

## رژیم غذایی و تغذیه
مینوی ابر سفید یک جانور همه‌چیزخوار فرصت‌طلب است. معمولاً از انواع علف‌های دریایی و لارو حشرات تغذیه می‌کند. آنها به ویژه از پشه و میگو لذت می‌برند. در مواقع فشار شدید بوم‌شناختی، مانند خشکسالی یا نفوذ نور خورشید، اغلب برای منابع غذایی مغذی‌تر از جمله میوه‌ها، آجیل‌ها، از پوشش گیاهی ساده چشم‌پوشی می‌کند و در موارد شدید، مشاهده شده‌اند که از لاشه‌های جانداران زنده برکه‌ای نیز تغذیه می‌کنند.

## در اسارت

### در آکواریوم

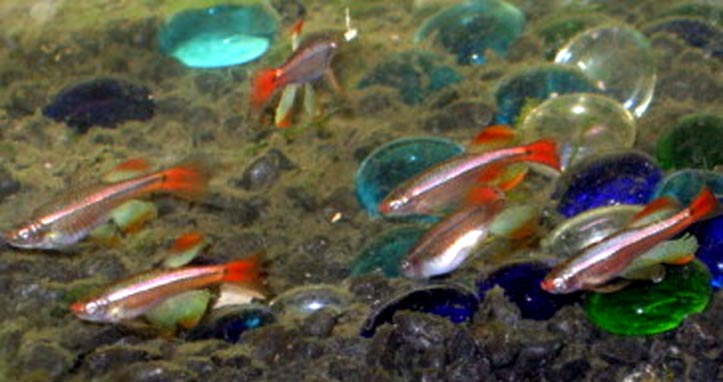
تنوع "Meteor Minnow".

دانیو ابر سفید ماهی خوبی برای مبتدیان است، زیرا از نظر دمای آکواریوم و کیفیت آب ماهی‌های انعطاف‌پذیری هستند. غذای استاندارد پولکی یا پلت را به آسانی می‌خورند. آنها گونه‌ای ایده‌آل برای کسانی که آکواریوم راه‌اندازی می‌کنند می‌باشند. به علت مقاومت بسیار بالای این ماهی به عنوان «ماهی آغازگر» ایده‌آل برای ایجاد چرخه آب آکواریوم جدید فروخته می‌شوند. آن‌ها ماهی‌های اجتماعی هستند و در یک گروه حداقل پنج‌نفره احساس راحتی می‌کنند. چنانچه به تنهایی نگهداری می‌شود ممکن است ترسو شده و رنگ روشن خود را از دست بدهد. آنها به‌طور کلی صلح‌جو بوده و از همزیستی با ماهی‌های دیگر خوشحال هستند، به شرطی که در مخزنی با ماهی‌های بزرگ‌تر قرار نگیرند، چون ممکن است آنها را بخورند. معمولاً در سطح بالایی یا متوسط آکواریوم شنا می‌کنند و به ندرت نزدیک به کف آکواریوم شنا می‌کنند. عمر معمولی این ماهی‌های زیبا می‌تواند پنج سال یا بیشتر باشد.
اگرچه محدوده دمای اسمی برای گونه در طبیعت 18 – ۲۲ است درجه سانتی‌گراد است، ولی می‌تواند در دمای آب تا ۵ درجه سانتی‌گراد نیز دوام بیاورند. این باعث می‌شود که یک ماهی ایده‌آل برای نگهداری در آکواریوم‌های بدون بخاری و هوای سرد باشد. در واقع، زمانی که در دمای پایین‌تر از دمایی که بیشتر آکواریوم‌های گرمسیری در آن نگهداری می‌شوند باشند، فعال‌تر و سالم‌تر هستند. سختی آب (dH) باید از ۵ تا ۱۹ باشد و پی هاش pH باید بین ۶٫۰ و ۸٫۰ باشد. همچنین بالای آکواریوم باید بسته باشد. دانیوهای ابر سفید در موارد نادری از آکواریوم بیرون می‌پرند.

### تکثیر
تکثیر ابر سفید آسان است و برای پرورش‌دهندگان تازه‌کار توصیه می‌شود. آنها ممکن است برای پرورش با غذاهای زنده مانند میگو آب نمک و دافنی تغذیه شوند. رنگارنگ‌ترین ابر سفیدها را باید در یک مخزن کوچک با بستری از خزه جاوه قرار داد. نرها سعی می‌کنند با نمایش باله‌های خود، اغلب در کنار یکدیگر، ماده‌ها را جذب کنند. ابر سفید به صورت پراکنده تخم‌ریزی می‌کنند و تخم‌های خود را آزادانه در میان پوشش گیاهی می‌ریزند. از آنجا که آنها به‌طور کلی فرزندان خود را نمی‌خورند، پس از تخم‌ریزی نیازی به جدا کردن والدین نیست.
تخم‌های مینوی ابر سفید در عرض ۴۸ تا ۶۰ ساعت بیرون می‌آیند. بچه‌های تازه متولدشده ممکن است در کناره‌های شیشه یا در میان گیاهان قابل دیدن باشد. پس از شنای آزاد، می‌توان به آنها غذای ماهی پودرشده یا انفوزوریا داد.